# Tachina quadricincia
Tachina quadricincia är en tvåvingeart som beskrevs av Stephens 1829. Tachina quadricincia ingår i släktet Tachina och familjen parasitflugor. Inga underarter finns listade i Catalogue of Life.